# 1981 год в литературе

## События
- В издательстве «Советская энциклопедия» выходит Лермонтовская энциклопедия, главный редактор В. А. Мануйлов.

## Премии

### Международные
- Нобелевская премия по литературе — Элиас Канетти, «За сочинения, отмеченные широким кругозором, богатством идей и художественной силой»[1].
- Всемирная премия фэнтези за лучший роман — Джин Вулф, «Пыточных дел мастер» (англ. The Shadow of the Torturer).

- Всемирная премия фэнтези за лучший роман — Джин Вулф — «Пыточных дел мастер»  (англ. The Shadow of the Torturer).

- Всемирная премия фэнтези за лучший рассказ — Говард Уолдроп, «Гадкие цыплята».

- Премия «Хьюго» за лучший роман — Джоан Виндж, «Снежная королева» (англ. The Snow Queen)[2].

- Премия «Хьюго» за лучшую повесть — Гордон Диксон, «Потерянный Дорсай» (англ. Lost Dorsai)[2].

- Премия «Хьюго» за лучший рассказ — Клиффорд Дональд Саймак, «Грот танцующих оленей» (англ. Grotto of the Dancing Deer)[2].

### Австрия
- Австрийская государственная премия по европейской литературе — Дорис Лессинг.

### Великобритания
- Букеровская премия — Салман Рушди, «Дети полуночи» (англ. Midnight's Children)[3].

- Премия Сомерсета Моэма — Джулиан Барнс, «Метроленд» (англ. Metroland).

### Германия
- Премия Георга Бюхнера — Мартин Вальзер.

- Бременская литературная премия — Кристоф Меккель, «Suchbild. Über meinen Vater und Säure».

### Израиль
- Премия Израиля — номинация раввинистическая литература — Авраам Софер-Шрайбер.
- Литературная премия имени Бялика:
  - номинация литература —  Зрубавель Гилад,  Йегошуа Тан-Пай.
  - номинация еврейская мысль —  Авраам Эвен-Шошан, Зеэв Вильнаи.

### Испания
- Премия Сервантеса — Октавио Пас.
- Премия принцессы Астурийской — Хосе Йерро[4].

### СССР
- Премия Андрея Белого:
  - поэзия —  Александр Миронов.
  - проза —  Евгений Харитонов, Саша Соколов.

- Государственная премия РСФСР имени М. Горького:

1. Николай Горбачёв — за роман «Битва»;
2. Николай Доризо — за стихи и песни последних лет, опубликованные в книгах «Пока деревья есть на свете» (1978), «Я сочинил когда-то песню» (1980);
3. Исхак Машбаш — за книгу стихов и поэм «Щедрое солнце полдня»;
4. Георгий Семёнов — за книгу повестей и рассказов «Голубой дым» (1979).

### США
- Премия Эдгара Аллана По:
  -  за лучший роман — Дик Фрэнсис, «Твёрдая рука» (англ. Whip Hand)[5].
  - за лучший первый роман американского писателя — Кей Нольт Смит, «Наблюдатель» (англ. The Watcher)[6].

- Пулитцеровская премия за художественную книгу — Джон Кеннеди Тул, «Сговор остолопов» (англ. A Confederacy of Dunces)[7].

- Пулитцеровская премия за лучшую драму — Бет Хенли, «Преступления сердца» (англ. Crimes of the Heart)[8].

- Пулитцеровская премия за поэзию — Джеймс Скайлер, «Утро поэмы» (англ. The Morning of the Poem)[9].

### Франция
- Гонкуровская премия — Люсьен Бодар, «Анна-Мария» (фр. Anne Marie)[10].

- Премия Ренодо — Мишель дель Кастилло,  «La Nuit Ночь декрета» (фр. La Nuit du décret).

- Премия Фемина  — Катрин Эрмари-Вьей, «Великий визирь ночи» (фр. Le Grand Vizir de la nuit).

- Премия Фенеона — Жан-Мари Лаклавтин.

- Премия Медичи — Франсуа-Оливье Руссо, «L’Enfant d'Édouard».
  - номинация  за лучшее зарубежное произведение — Давид Шахар, «День графини».

- Премия имени Даля — Юрий Гальперин, роман «Мост через Лету».

## Книги
- «Африканец в Гренландии» (фр. L'Africain du Groenland) — книга Тете-Мишеля Кпомасси.
- «101 способ использования дохлого кота» (англ. 101 Uses for a Dead Cat) — сборник карикатурных зарисовок Саймона Бонда.

### Романы
- «Бог-император Дюны» (англ. God Emperor of Dune) — роман Фрэнка Герберта.
- «Города красной ночи» — роман Уильяма Берроуза.
- «Двойная осторожность» (англ. Cities of the Red Night) — роман Дика Френсиса.
- «Кеплер» (англ. Kepler) — роман Джона Бэнвилла.
- «Непристойная страсть» — роман Колин Маккалоу.
- «Особые заслуги» (пол. Wielkie zasługi ) — роман Иоанны Хмелевской.
- «Штефица Цвек в зубах жизни» (хорв. Stefica Cvek u raljama Zivota) — роман Дубравки Угрешич.

### Повести
- «Ночевала тучка золотая» — повесть Анатолия Приставкина.
- «Рони, дочь разбойника» (швед. Ronja Rövardotter) — сказочная повесть Астрид Линдгрен.
- «Хроника объявленной смерти» (исп. Crónica de una muerte anunciada) — повесть Габриэля Гарсиа Маркеса.

### Малая проза
- «Джонни-мнемоник» (англ. Johnny Mnemonic) — рассказ Уильяма Гибсона.
- «Компромисс» — сборник новелл Сергея Довлатова.

### Драматургия
- «Воспоминание» — пьеса Алексея Арбузова.

### Поэзия
- «А память все зовёт» — сборник стихотворений Сергея Баруздина.
- «Безотчётное» — сборник стихов Андрея Вознесенского.

### Литературоведение
- «Лермонтовская энциклопедия» — первая персональная энциклопедия о Михаиле Лермонтове.
- «Пляска смерти» (фр. Danse Macabre) — книга Стивена Кинга о жанре ужасов.

## Родились
- 18 января — Мария Парр (норв. Maria Parr), норвежская детская писательница.

## Умерли
- 19 февраля — Рюрик Ивнев, русский поэт, прозаик, переводчик (родился в 1891)
- 28 марта — Юрий Валентинович Трифонов, советский писатель (родился в 1925).
- 1 апреля — Агния Львовна Барто, советская поэтесса (родилась в 1906).
- 20 мая — Сурен Айвазян, армянский советский прозаик (родился в 1915).
- 12 июля — Борис Николаевич Полевой, советский писатель (родился в 1908).
- 19 июля — Драгомир Асенов, болгарский писатель, драматург. Лауреат Димитровской премии (род. в 1926).
- 20 июля – Юозас Паукштялис, народный писатель Литовской ССР.
- 22 июля — Сергей Сергеевич Наровчатов, советский поэт (родился в 1919).
- 21 августа — Какасахеб Калелкар, индийский прозаик (род. в 1885).
- 16 сентября — Робустиана Мухика Эганья, баскская писательница и общественный деятель (родилась в 1888).
- 2 октября — Павел Филиппович Нилин, советский писатель, кинодраматург (родился в 1908).